# Марк Сервилий Силан
Марк Сервилий Силан (на латински: Marcus Servilius Silanus) e политик и сенатор на Римската империя през 2 век.
През 152 г. Сервилий Силан e суфектконсул заедно с Публий Клувий Максим.